# Torstorpeskogens naturreservat
Torstorpeskogens naturreservat är ett naturreservat i Finspångs kommun i Östergötlands län.
Området är naturskyddat sedan 2022 och är 61 hektar stort. Reservatet ligger sydväst om sjön Mäseln och består av gran och tallskog.